# Primeira Batalha de Champagne
A Primeira Batalha de Champagne foi travada durante a Primeira Guerra Mundial na Champagne região da França, entre o Exército Francês e Alemão. Foi efetivamente o primeiro ataque significativo das tropas aliadas contra os alemães desde o início da Guerra de trincheiras que se seguiu a fase que ficou conhecida como Corrida para o mar em 1914.

## A batalha
Após pequenas escaramuças a batalha iniciou em 20 de dezembro de 1914 e continuou por uma faixa significativa da frente, de Nieuport a Verdun, até 17 de março de 1915.
O combate começou no limite sudeste do saliente de Sayon(próximo a Perthes), e se estendeu até Givenchy (Batalha de Givenchy - 18 a 22 dezembro), Perthes (20 de dezembro) e Noyon (22 de dezembro).
A batalha resultou em pequeno ganho territorial, ao custo de cerca de 90 000 baixas francesas e similar número de baixas alemãs.
Esta batalha demonstrou também que a cavalaria (empregada em dezembro de 1914 e fevereiro de 1915 nesta batalha) teria um papel limitado no desenrolar do conflito, relegada a cargas esporádicas.